# Tweede Kamerverkiezingen 2003/Kandidatenlijst/Partij voor de Dieren
De kandidatenlijst voor de Tweede Kamerverkiezingen 2003 van de Partij voor de Dieren was als volgt:

## De lijst
- schuin: voorkeurdrempel overschreden

1. Marianne Thieme - 39.900 stemmen
2. Diana Saaman - 1.099
3. Bert Stoop - 805
4. Marjolein van Rooij - 880
5. Daphne Scheoberlich - 695
6. Selby van Holthe - 205
7. Noeme Mennes - 176
8. Hans Bok - 822
9. Elze Boshart - 407
10. Claudi Hulshof - 271
11. Lonneke Grobben - 250
12. Marcel Bertsch - 126
13. Hans Bosch - 277
14. Bobbie van Tuyll van Serooskerken - 977
15. Ton Dekker - 329
16. Loet Ellinger - 535

2003 · 2006 · 2010 · 2012 · 2017 · 2021 · 2023
CDA · LPF · VVD · PvdA · GroenLinks · SP · D66 · ChristenUnie · SGP · Leefbaar Nederland · DeConservatieven.nl · NCPN · Duurzaam Nederland · PvdT · Partij voor de Dieren · Lijst 16 · Vooruitstrevende Integratie Partij · AVD · Lijst Veldhoen